# Olympische Sommerspiele 2016/Teilnehmer (El Salvador)
| Gelbes Symbol für Goldmedaillen mit stilisierten Olympischen Ringen | Graues Symbol für Silbermedaillen mit stilisierten Olympischen Ringen | Braundes Symbol für Bronzemedaillen mit stilisierten Olympischen Ringen |
| ------------------------------------------------------------------- | --------------------------------------------------------------------- | ----------------------------------------------------------------------- |
| —                                                                   | —                                                                     | —                                                                       |

El Salvador nahm an den Olympischen Spielen 2016 in Rio de Janeiro teil. Es war die insgesamt elfte Teilnahme an Olympischen Sommerspielen. Das Comité Olímpico de El Salvador nominierte acht Athleten in sechs Sportarten.

## Teilnehmer nach Sportarten

### Gewichtheben
| Athleten              | Wettbewerb       | Reißen  | Reißen | Stoßen  | Stoßen | Zweikampf | Zweikampf | Rang |
| Athleten              | Wettbewerb       | Gewicht | Rang   | Gewicht | Rang   | Gewicht   | Rang      | Rang |
| --------------------- | ---------------- | ------- | ------ | ------- | ------ | --------- | --------- | ---- |
| Männer                |                  |         |        |         |        |           |           |      |
| Julio César Salamanca | Klasse bis 62 kg | 120 kg  | 9      | 155 kg  | 9      | 275 kg    | 10        | 10   |

### Judo
| Athleten           | Wettbewerb | 1. Runde        | 1. Runde    | 2. Runde           | 2. Runde    | Viertelfinale | Viertelfinale | Halbfinale / Trostrunde | Halbfinale / Trostrunde | Finale / Platz 3 | Finale / Platz 3 | Rang |
| Athleten           | Wettbewerb | Gegner          | Ergebnis    | Gegner             | Ergebnis    | Gegner        | Ergebnis      | Gegner                  | Ergebnis                | Gegner           | Ergebnis         | Rang |
| ------------------ | ---------- | --------------- | ----------- | ------------------ | ----------- | ------------- | ------------- | ----------------------- | ----------------------- | ---------------- | ---------------- | ---- |
| Männer             |            |                 |             |                    |             |               |               |                         |                         |                  |                  |      |
| Juan Diego Turcios | bis 81 kg  | R. Moustopoulos | 100s1:000s2 | A. Tschrikischwili | 000s2:000s0 | ausgeschieden | ausgeschieden | ausgeschieden           | ausgeschieden           | ausgeschieden    | ausgeschieden    | 9    |

### Leichtathletik
Laufen und Gehen
| Athleten        | Wettbewerb  | Vorlauf | Vorlauf | Halbfinale | Halbfinale | Finale          | Finale          | Rang |
| Athleten        | Wettbewerb  | Zeit    | Rang    | Zeit       | Rang       | Zeit            | Rang            | Rang |
| --------------- | ----------- | ------- | ------- | ---------- | ---------- | --------------- | --------------- | ---- |
| Frauen          |             |         |         |            |            |                 |                 |      |
| Yesenia Miranda | 20 km Gehen | –       | –       | –          | –          | nicht beendet   | nicht beendet   | –    |
| Männer          |             |         |         |            |            |                 |                 |      |
| Luís Lopez      | 50 km Gehen | –       | –       | –          | –          | disqualifiziert | disqualifiziert | –    |

### Schießen
| Athleten      | Wettbewerb           | Qualifikation   | Qualifikation | Finale          | Finale        | Ringe/ Scheiben | Rang |
| Athleten      | Wettbewerb           | Ringe/ Scheiben | Rang          | Ringe/ Scheiben | Rang          | Ringe/ Scheiben | Rang |
| ------------- | -------------------- | --------------- | ------------- | --------------- | ------------- | --------------- | ---- |
| Frauen        |                      |                 |               |                 |               |                 |      |
| Lilián Castro | Luftpistole 10 Meter | 366,0           | 44            | ausgeschieden   | ausgeschieden | 366,0           | 44   |

### Schwimmen
| Athleten                  | Wettbewerb      | Vorlauf      | Vorlauf | Halbfinale    | Halbfinale    | Finale        | Finale        | Rang |
| Athleten                  | Wettbewerb      | Zeit         | Rang    | Zeit          | Rang          | Zeit          | Rang          | Rang |
| ------------------------- | --------------- | ------------ | ------- | ------------- | ------------- | ------------- | ------------- | ---- |
| Frauen                    |                 |              |         |               |               |               |               |      |
| Rebeca Lissette Quinteros | 400 m Freistil  | 4:52,11 min  | 32      | -             | -             | ausgeschieden | ausgeschieden | 32   |
| Männer                    |                 |              |         |               |               |               |               |      |
| Marcelo Acosta            | 200 m Freistil  | 1:51,46 min  | 43      | ausgeschieden | ausgeschieden | ausgeschieden | ausgeschieden | 43   |
| Marcelo Acosta            | 400 m Freistil  | 3:48,82 min  | 22      | -             | -             | ausgeschieden | ausgeschieden | 22   |
| Marcelo Acosta            | 1500 m Freistil | 15:08,17 min | 22      | -             | -             | ausgeschieden | ausgeschieden | 22   |

### Segeln
Fleet Race
| Athleten         | Wettbewerb | Qualifikation | Qualifikation | Medal Race    | Medal Race    | Punkte | Rang |
| Athleten         | Wettbewerb | Punkte        | Rang          | Punkte        | Rang          | Punkte | Rang |
| ---------------- | ---------- | ------------- | ------------- | ------------- | ------------- | ------ | ---- |
| Frauen           |            |               |               |               |               |        |      |
| Enrique Arathoon | Laser      | 177           | 24            | ausgeschieden | ausgeschieden | 177    | 24   |